# Yamaha RD 400
La Yamaha RD 400 è una motocicletta giapponese, dotata di motore a due tempi bicilindrico frontemarcia, prodotta dalla casa motociclistica Yamaha Motor (e importata anche in Italia) dal 1975 al 1980.

## Descrizione

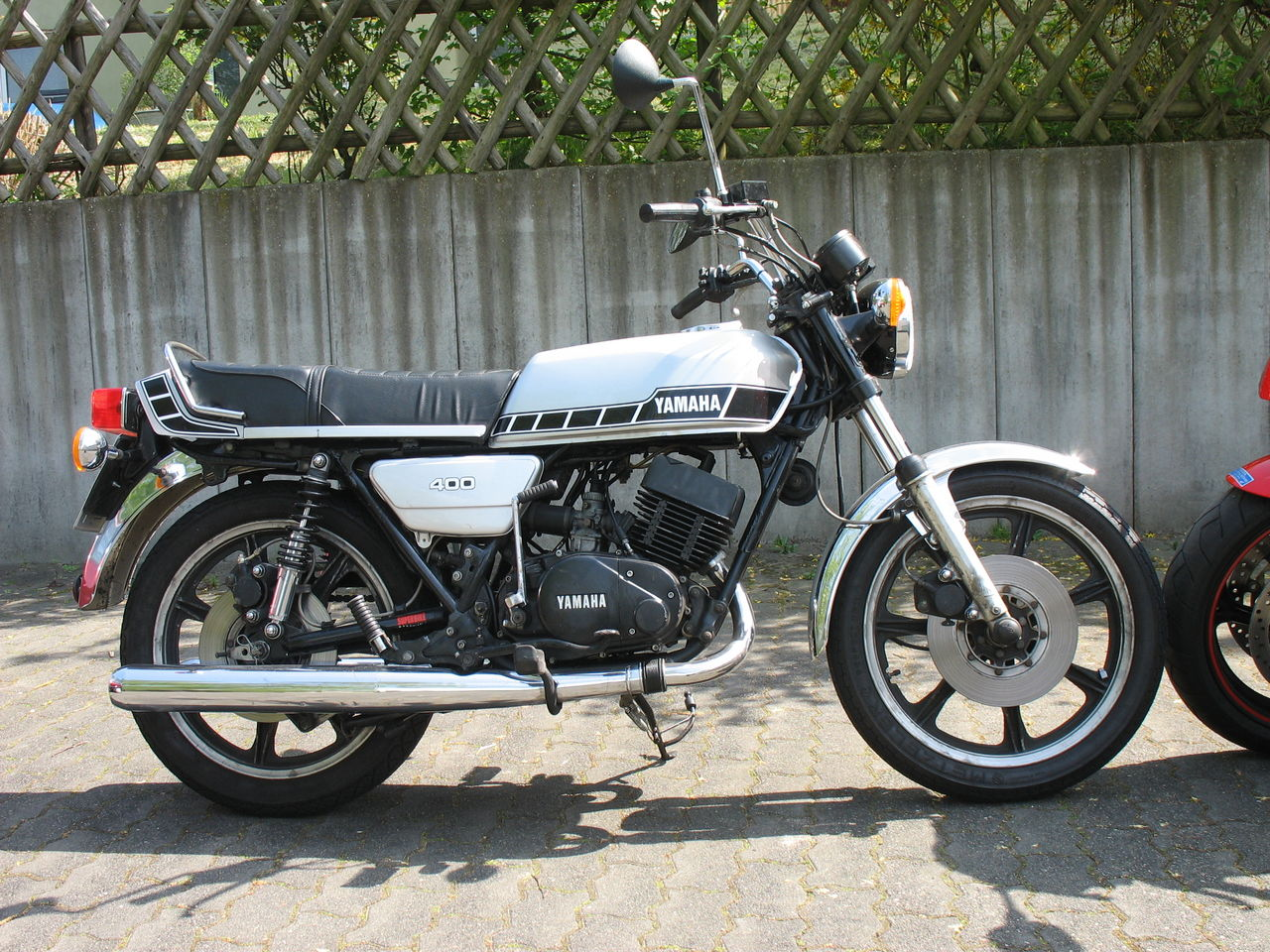
RD 400

La moto dotata di trasmissione a catena con un cambio manuale a sei marce, è spinta da un motore bicilindrico parallelo a due tempi raffreddata ad aria dalla cilindrata di 399 cm³.
Presentata inizialmente nel 1975, la versione introdotta è stata la RD 400C del 1976, evolutiva poi nelle varianti la "D" e "E" nel '77-'78 e il con modello finale, la RD 400F bianca del 1979.. 
La RD 400 non richiede, come per le moto a due tempi dell'epoca, il cosiddetto "carburante premiscelato" (ovvero la miscelazione preventiva della benzina con l'olio), ma nel serbatoio va inserita solo la benzina, in quanto la moto è dotata di una sua pompa dell'olio, che miscela e inietta autonomamente la quantità giusta e appropriata di olio nella benzina in base all'apertura dell'acceleratore.
I freni erano a disco singolo sia davanti che dietro.
La RD400C è stata le prime motociclette ad essere dotata di ruote con cerchi in lega leggera.
Nel 1979 l'RD è stata dotato di un'unità di accensione elettronica (CDI) a scarica di condensatore, ruote fuse a raggi più sottili, nuova posizione della pedana e alcune migliorie al motore.